# Sint-Elisabethkerk (Sint-Genesius-Rode)

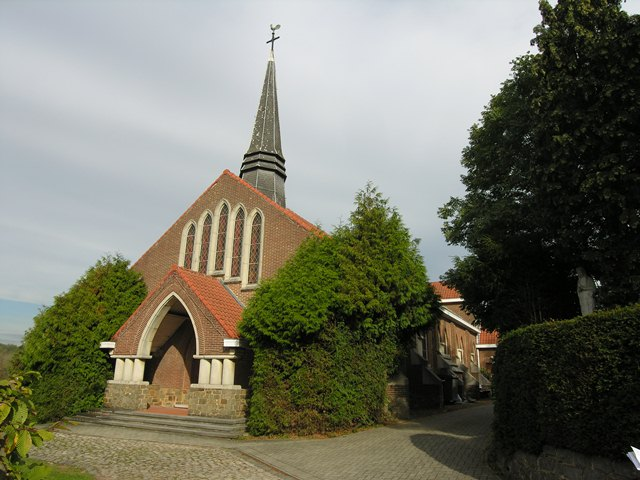
Sint-Elisabethkerk

De Sint-Elisabethkerk is een voormalig kerkgebouw in de tot de Vlaams-Brabantse plaats Sint-Genesius-Rode, gelegen aan de Zavelbergweg 7.

## Geschiedenis
Al in 1941 werd beslist dat er in het gehucht Ten Broek een kapelanie zou worden opgericht. De oorlog en bezetting verhinderde dit en de bouw startte in 1951, naar een ontwerp van Armand de Mey. In 1952 werd de kerk ingewijd. De parochie telde omstreeks duizend zielen waarvan ongeveer de helft in Alsemberg en de helft in Sint-Genesius-Rode. De kerk werd gewijd aan Elisabeth van Thüringen die tweede patroonheilige is van de Alsembergse Onze-Lieve-Vrouweparochie. In 1954 werd het interieur beschilderd en de kruiswegstaties zijn vervaardigd van kunstkeramiek.
De kerk is gebouwd in de stijl van de moderne gotiek en heeft een klokkentoren op het dak.
In 2017 werd de kerk onttrokken aan de eredienst.